# Carlos Sánchez (humorista)
Carlos Alberto Sánchez (Bahía Blanca, 19 de julio de 1952-Buenos Aires, 2 de marzo de 2021) fue un humorista, actor y cantante argentino.

## Biografía
Comenzó su carrera artística como cantante desde muy chico, ya en la escuela primaria.
Debutó como cantante en un Festival Provincial y ganó. Unos años después fue a Perú representando a la Argentina y se consagró en el Festival de Trujillo.
Ya casado y con hijos lo llevaron engañado a un pub en el barrio porteño de San Telmo, y apareció en el escenario con una guitarra prestada. Comenzó a cantar y su valor agregado era la facilidad de palabra para contar historias con humor.
Con Juan Alberto Badía compartió temporada en Pinamar, San Martín de los Andes. Juan Alberto Mateyko lo llevó a la radio y a la televisión. Con gran talento para la comedia, de a poco se fue inclinando hacia el humor.
En el exterior fue invitado en varios programas de la TV de Chile, el Festival del Humor en Bogotá, Colombia, en Miami en el programa Petardos, y en el año 2002, una gira por Barcelona, Andorra, y toda la costa de Cataluña. Hizo varias temporadas de teatro en Mar del Plata y Carlos Paz.
Compartió escenario con grandes artistas como Juan Carlos Calabró, Raúl Lavié, María Martha Serra Lima, Moria Casán, Bicho Gómez, Anita Martínez, Fátima Flórez, Hernán Piquín y Waldo Navia en la obra teatral El gran Burlesque.
En televisión incursionó en programas como Moria Banana conducido por Moria Casán, Videomatch con Marcelo Tinelli, Cantando por un sueño conducido por José María Listorti y Hola Susana con Susana Giménez. 
En el año 1999, el productor Luis Cella, lo convoca para El humor de Café Fashion conducido por Fernando Siro, Beatriz Salomón y Ginette Reynal, compartió pantalla junto con grandes destacados humoristas como Norman Erlich, Esteban Mellino, Sapo Cativa, Beto César, El Chango Juárez, Chichilo Viale, entre otros.
En cine incursionó en 1997 actuando en la película La herencia del tío Pepe, junto con Rodolfo Ranni, Miguel del Sel, El Negro Álvarez y Marcelo Mazzarello, con la dirección de Hugo Sofovich.
Como comediante su trabajo se centraba en el desarrollo de monólogos con chistes, temas de actualidad y segmentos musicales. Su "carcajada" fue una de las características cómicas particulares que despertaba simpatía y diversión en los espectadores que iban a verlo al teatro o cada una de sus presentaciones. Fue un artista muy convocado para trabajar en grandes festivales, reuniones particulares, aniversarios y eventos empresariales.
En 2019 fue convocado para realizar un rol actoral dramático, dejando de lado su faceta humorística, en la novela Argentina, tierra de amor y venganza ATAV, por Canal 13, en la cual interpretó al "Comisario Benítez".
Se encontraba realizando un espectáculo junto al humorista y mago Pablo Madini con Producción de Freedom Productora que se titula "El Gordo y el Mago" en el cual combinaban magia y comedia hasta el momento de su deceso.

## Muerte
Falleció el 2 de marzo de 2021 a las 6.45 hs a los 68 años, en el Sanatorio Otamendi por complicaciones derivadas de un cáncer de riñón. En los últimos meses fue tratado con cuidados paliativos por su dolencia.

## Filmografía
- 1997: La herencia del tío Pepe.

## Televisión
- 2019: Argentina, tierra de amor y venganza (Comisario Benítez)
- 2012: Sábado Show (humorista)
- 2012: Cantando por un sueño (participante)
- 2005: La Peluquería de Don Mateo (actor)
- 2001: Sábado Bus, invitado especial.
- 1999/2000: Café Fashion. (actor y humorista)
- 1999: Petardos (actor invitado)
- 1998/1999/2000: Videomatch. (actor y humorista)
- 1995/2000: Hola Susana. (humorista y jurado)
- 1995: Moria Banana. (actor)

## Teatro[5]
- 2018: Astros de la risa, con Moria Casán y Álvaro Navia.
- 2018: El gordo y el mago, junto con Pablo Madini.
- 2015: Inmaculados, con Noelia Parra, Martín Russo y el actor transformista Gustavo Moro.[6]
- 2013 Estrellas de Varieté, con Raúl Lavié, Anita Martínez y Bicho Gómez.
- 2013: Humor santo, con Sergio Creis.
- 2011: El Rompeboda, con Sergio Gonal y elenco
- 2011: Humor en 3D, con Sergio Gonal y elenco
- 2010: El Gran Burlesque... mucho mas que una revista, junto a Iliana Calabró, Juan Carlos Calabró, Gonzalo Costa, Maxi Diorio, Fátima Flórez, Lorena Liggi, Anita Martínez, Dominique Pestaña, Hernán Piquín y María Martha Serra Lima. Con dirección de Flavio Mendoza.
- 2008 - 2009: El show de Carlos Sánchez, unipersonal.
- 2007: Menú de humor, con actuación y dirección propia.
- 2006/2007: La revista de Sofovich con Claudia Fernández, la Tota Santillán, Evangelina Anderson, el Turco Naim y Santiago Almeyda.
- 2005: El dandi del humor, con Diego Raskin.
- 2003: Un Piquete de Humor, revista cómico/musical.
- 1999: El show del chiste, estrenada en el Teatro Candilejas (Villa Carlos Paz), junto a Beto César, Silvia Süller, Flavia Miller, Chichilo Viale y elenco.

## Vida privada
Estuvo casado en tres oportunidades, esas tres mujeres fuera del ambiente artístico. Su primera esposa llamada Irene, la madre de sus hijos Emiliano, Guillermina y Jorgelina, se suicidó tras una larga depresión. Según contó en una entrevista: 

"Yo siempre digo, si mi ex mujer no se hubiera suicidado, estaría con ella. Fue el gran amor de mi vida. La mujer más hermosa que tuve a mi lado. Estaba enferma y decidió suicidarse… Al principio la odié con toda el alma… Estuve preso 11 horas, pero para mí fue una eternidad porque la policía pensaba que la había matado. Mis hijos no pudieron despedirse de su madre".

Su segunda esposa fue Alejandra, con quien tuvo a su hijo Juan Cruz. Su tercera esposa, Silvia que tiene dos hijos Micaela Boan y Marcos Boan que menciona como propios: 

"Tu actual mujer, Silvia, tiene dos hijos.
-Sí: Micaela (21) y Marcos (14). Son de Silvia y míos también. Hace 12 años que están conmigo. Encontré en ella a la mujer de mi vida. ".

También se hizo cargo de su carrera profesional, lo ayudó a salvar todas las deudas que había contraído y lo disparó en su carrera profesional, pero la relación no prosperó luego de 14 años de pareja. 

"Silvia, como los chicos fueron y son fundamentales para que me sienta bien. Están apoyándome en todo momento. Silvia es una leona. Sin ella a mi lado no sé qué hubiera sido de mí. Y mi profesión es mi terapia: cuando me subo al escenario, me olvido de todo".

https://www.pronto.com.ar/espectaculos/2021/3/2/el-dia-que-carlos-sanchez-hablo-del-cancer-la-muerte-estoy-convencido-de-que-hay-otra-vida-que-es-mucho-mejor-que-esta-171771.html
En el 2014 tras vencer un cáncer de riñón del que tuvo que ser intervenido quirúrgicamente, continuó con su carrera en el escenario haciendo shows. En el 2018 tras una tomografía por un malestar le diagnosticaron nuevamente cáncer con metástasis en el hígado, el páncreas, las dos glándulas suprarrenales, una costilla y la pelvis,el cual fue el causante de su deceso el 2 de marzo de 2021.